# 1834 no Brasil

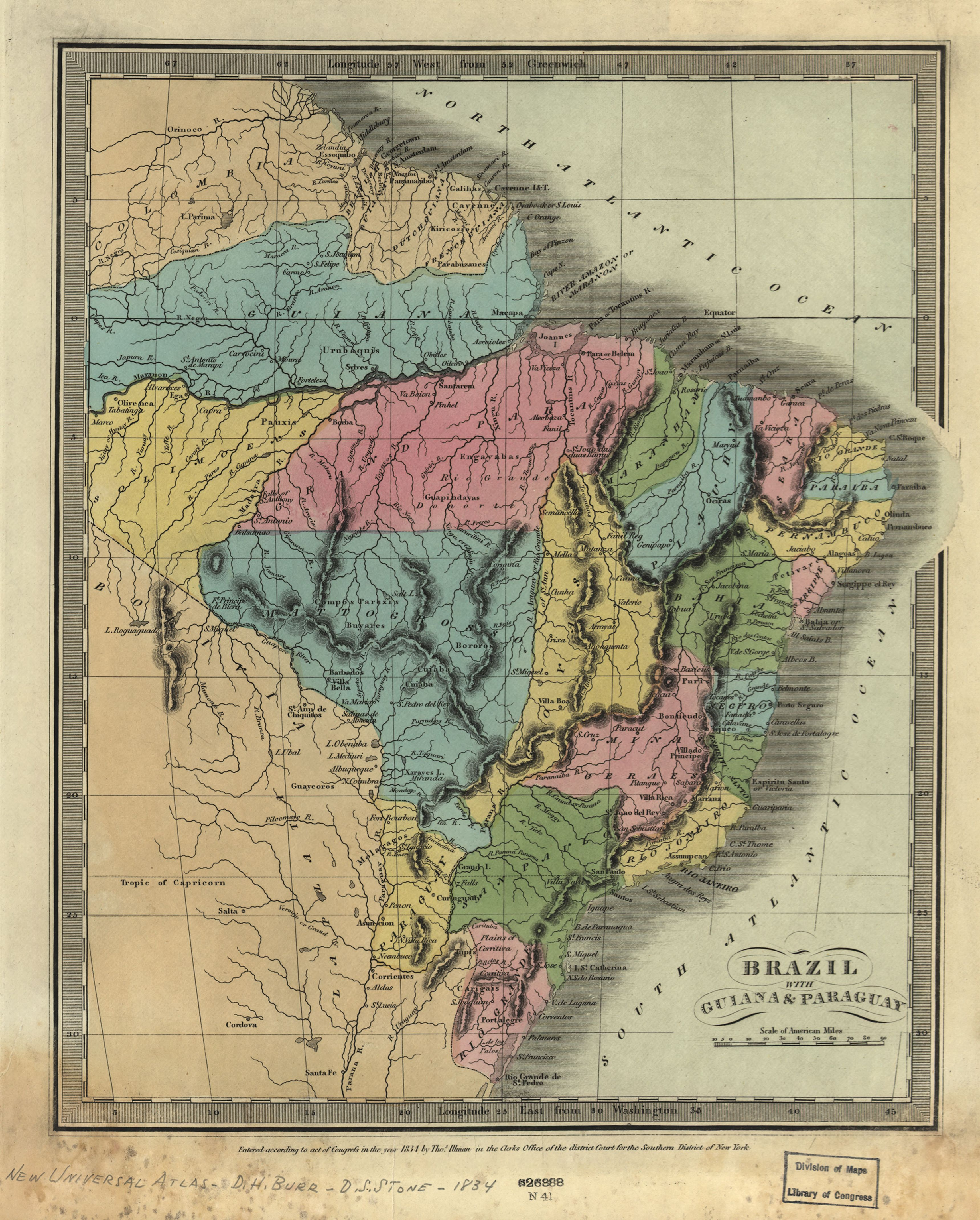
Mapa do território brasileiro em 1834

Esta é uma cronologia dos fatos ocorridos no ano de 1834 no Brasil.

## Incumbente
- Imperador – D. Pedro II (9 de abril de 1831-15 de novembro de 1889)

## Eventos
- 16 de janeiro: Revolta da Guarda Nacional (Carneirada) no campo dos Canecas.
- 30 de maio: Revolta em Cuiabá. Matança de portugueses durante a Rusga, em Mato Grosso.
- 12 de agosto: 
  - O Ato Adicional, também conhecido como a Lei das Reformas Constitucionais, é proclamado por lei com o estabelecimento da Regência Una.[1]
  - Criação do Município Neutro no território correspondente à atual localização do município do Rio de Janeiro.
- 24 de setembro: Dom Pedro I, primeiro imperador do Brasil, morre em Queluz, Portugal.
- 27 de outubro: Início da Cabanagem, no Pará.

## Mortes
- 24 de setembro: Imperador Pedro I do Brasil, Pedro IV de Portugal (n. 1798)
- 31 de dezembro: João Batista Gonçalves Campos, cônego e jornalista (n. 1782).